# Episodi di Doctor Who (serie televisiva 1963) (quattordicesima stagione)
Questa voce contiene l'elenco dei 26 episodi della quattordicesima stagione della serie TV Doctor Who, interpretata da Tom Baker nel ruolo del quarto Dottore. Questi episodi sono andati in onda nel Regno Unito dal 4 settembre 1976 al 2 aprile 1977 e sono invece del tutto inediti in Italia.
Nel corso di questa stagione (The Hand of Fear IV), Elisabeth Sladen lascia il ruolo regolare dell'assistente del Dottore Sarah Jane Smith, che occupava dall'undicesima stagione (The Time Warrior). È una delle assistenti più "longeve" del Dottore e probabilmente la più popolare, essendo ricomparsa in seguito più volte in alcuni episodi e nella nuova serie, fino a meritarsi, nel 2007, una serie TV a lei dedicata, sempre interpretata dalla Sladen.
Come per tutte le stagioni della serie classica, gli episodi vengono suddivisi in "macrostorie" (in inglese, serial) con una propria continuità narrativa e un proprio titolo, qui indicato nella colonna "Titolo serial" della tabella.
| nº | Titolo originale              | Titolo italiano | Prima TV UK       | Prima TV Italia | Titolo serial             |
| -- | ----------------------------- | --------------- | ----------------- | --------------- | ------------------------- |
| 1  | The Masque of Mandragora I    |                 | 4 settembre 1976  |                 | The Masque of Mandragora  |
| 2  | The Masque of Mandragora II   |                 | 11 settembre 1976 |                 | The Masque of Mandragora  |
| 3  | The Masque of Mandragora III  |                 | 18 settembre 1976 |                 | The Masque of Mandragora  |
| 4  | The Masque of Mandragora IV   |                 | 25 settembre 1976 |                 | The Masque of Mandragora  |
| 5  | The Hand of Fear I            |                 | 2 ottobre 1976    |                 | The Hand of Fear          |
| 6  | The Hand of Fear II           |                 | 9 ottobre 1976    |                 | The Hand of Fear          |
| 7  | The Hand of Fear III          |                 | 16 ottobre 1976   |                 | The Hand of Fear          |
| 8  | The Hand of Fear IV           |                 | 23 ottobre 1976   |                 | The Hand of Fear          |
| 9  | The Deadly Assassin I         |                 | 30 ottobre 1976   |                 | The Deadly Assassin       |
| 10 | The Deadly Assassin II        |                 | 6 novembre 1976   |                 | The Deadly Assassin       |
| 11 | The Deadly Assassin III       |                 | 13 novembre 1976  |                 | The Deadly Assassin       |
| 12 | The Deadly Assassin IV        |                 | 20 novembre 1976  |                 | The Deadly Assassin       |
| 13 | The Face of Evil I            |                 | 1º gennaio 1977   |                 | The Face of Evil          |
| 14 | The Face of Evil II           |                 | 8 gennaio 1977    |                 | The Face of Evil          |
| 15 | The Face of Evil III          |                 | 15 gennaio 1977   |                 | The Face of Evil          |
| 16 | The Face of Evil IV           |                 | 22 gennaio 1977   |                 | The Face of Evil          |
| 17 | The Robots of Death I         |                 | 29 gennaio 1977   |                 | The Robots of Death       |
| 18 | The Robots of Death II        |                 | 5 febbraio 1977   |                 | The Robots of Death       |
| 19 | The Robots of Death III       |                 | 12 febbraio 1977  |                 | The Robots of Death       |
| 20 | The Robots of Death IV        |                 | 19 febbraio 1977  |                 | The Robots of Death       |
| 21 | The Talons of Weng-Chiang I   |                 | 26 febbraio 1977  |                 | The Talons of Weng-Chiang |
| 22 | The Talons of Weng-Chiang II  |                 | 5 marzo 1977      |                 | The Talons of Weng-Chiang |
| 23 | The Talons of Weng-Chiang III |                 | 12 marzo 1977     |                 | The Talons of Weng-Chiang |
| 24 | The Talons of Weng-Chiang IV  |                 | 19 marzo 1977     |                 | The Talons of Weng-Chiang |
| 25 | The Talons of Weng-Chiang V   |                 | 26 marzo 1977     |                 | The Talons of Weng-Chiang |
| 26 | The Talons of Weng-Chiang VI  |                 | 2 aprile 1977     |                 | The Talons of Weng-Chiang |

## The Masque of Mandragora
- Diretto da: Rodney Bennett
- Scritto da: Louis Marks
- Dottore: Quarto Dottore (Tom Baker)
- Compagni di viaggio: Sarah Jane Smith (Elisabeth Sladen)

### Trama
L'incontro con la struttura vivente fatta d'energia conosciuta con il nome di "Mandragora Helix" porta il TARDIS nell'Italia del XV secolo.

## The Hand of Fear
- Diretto da: Lennie Mayne
- Scritto da: Bob Baker & Dave Martin
- Dottore: Quarto Dottore (Tom Baker)
- Compagni di viaggio: Sarah Jane Smith (Elisabeth Sladen)

### Trama
Il Dottore e Sarah restano coinvolti in un'esplosione. Sarah si ritrova aggrappata a quella che sembra essere una mano fossilizzata, lì sepolta da almeno 150 milioni di anni.

## The Deadly Assassin
- Diretto da: David Maloney
- Scritto da: Robert Holmes
- Dottore: Quarto Dottore (Tom Baker)

### Trama
Il Dottore ritorna al suo pianeta natale, Gallifrey. Quando il Presidente dell'Alto Consiglio viene assassinato, tuttavia, egli diventa il sospettato numero uno.

## The Face of Evil
- Diretto da: Pennant Roberts
- Scritto da: Chris Boucher
- Dottore: Quarto Dottore (Tom Baker)
- Compagni di viaggio: Leela (Louise Jameson)

### Trama
Il Dottore arriva su un pianeta dove due tribù sono in guerra e scopre che la loro divinità del Male è lui stesso.

## The Robots of Death
- Diretto da: Michael E. Briant
- Scritto da: Chris Boucher
- Dottore: Quarto Dottore (Tom Baker)
- Compagni di viaggio: Leela (Louise Jameson)

### Trama
Una nave è comandata da un equipaggio umano indolente e avaro. Tutto sembra scorrere tranquillo finché, uno alla volta, ogni membro dell'equipaggio viene ucciso.

## The Talons of Weng-Chiang
- Diretto da: David Maloney
- Scritto da: Robert Holmes
- Dottore: Quarto Dottore (Tom Baker)
- Compagni di viaggio: Leela (Louise Jameson)

### Trama
Il Dottore e Leela viaggiano fino alla Londra vittoriana dove incontrano un sinistro prestigiatore cinese e il suo maestro, un esule proveniente dal LI secolo.